# Olympijský výbor Spojených států amerických
Olympijský výbor Spojených států amerických, anglicky United States Olympic Committee, zkráceně USOC, je nezisková organizace fungující jako národní olympijský výbor a národní paralympijský výbor Spojených států amerických. Zajišťuje koordinaci mezi americkou protidopingovou agenturou, Světovou protidopingovou agenturou (WADA) a řadou mezinárodních sportovních organizací.
Legislativní ukotvení je dáno zákonem – Ted Stevens Olympic and Amateur Sports Act, na jehož základě výbor funguje podle zákona č. 36 sbírky. Přes svůj federální charakter nezískává žádné prostředky od vlády Spojených států. Jako nezisková organizace je dotován z charity a sponzorských darů.

## Poslání
Olympijský výbor podporuje americké sportovce, primárně pak olympioniky, kteří se účastní letních a zimních olympijských her, stejně jako Panamerických her. Každý olympijský sport má svou řídící sekci, která dohlíží na činnost a příspěvky konkrétním sportovcům. Výbor poskytuje tréninková zařízení, finanční prostředky a další podporu.

## Historie
Založení v roce 1894 iniciovali James Edward Sullivan a William Milligan Sloane ve snaze organizovat a institucionalizovat účast amerických sportovců na prvních plánovaných olympijských hrách, které byly obnoveny roku 1896 v řeckých Athénách.
Výbor působil postupně pod řadou názvů, až v roce 1961 získal současnou podobu. Kongresový právní akt z roku 1978 (Amateur Sports Act of 1978) poskytl výboru výsadní práva na používání slov „olympijský“ a „olympiáda“.
Paralympijská sekce amerického olympijského výboru vznikla v roce 2001. Ve své gesci má vedle přípravy a dotace paralympioniků, také vzdělávání, sportovní programy a partnerství se společenskými organizacemi a zdravotnickými zařízeními.

## Sportovní zařízení

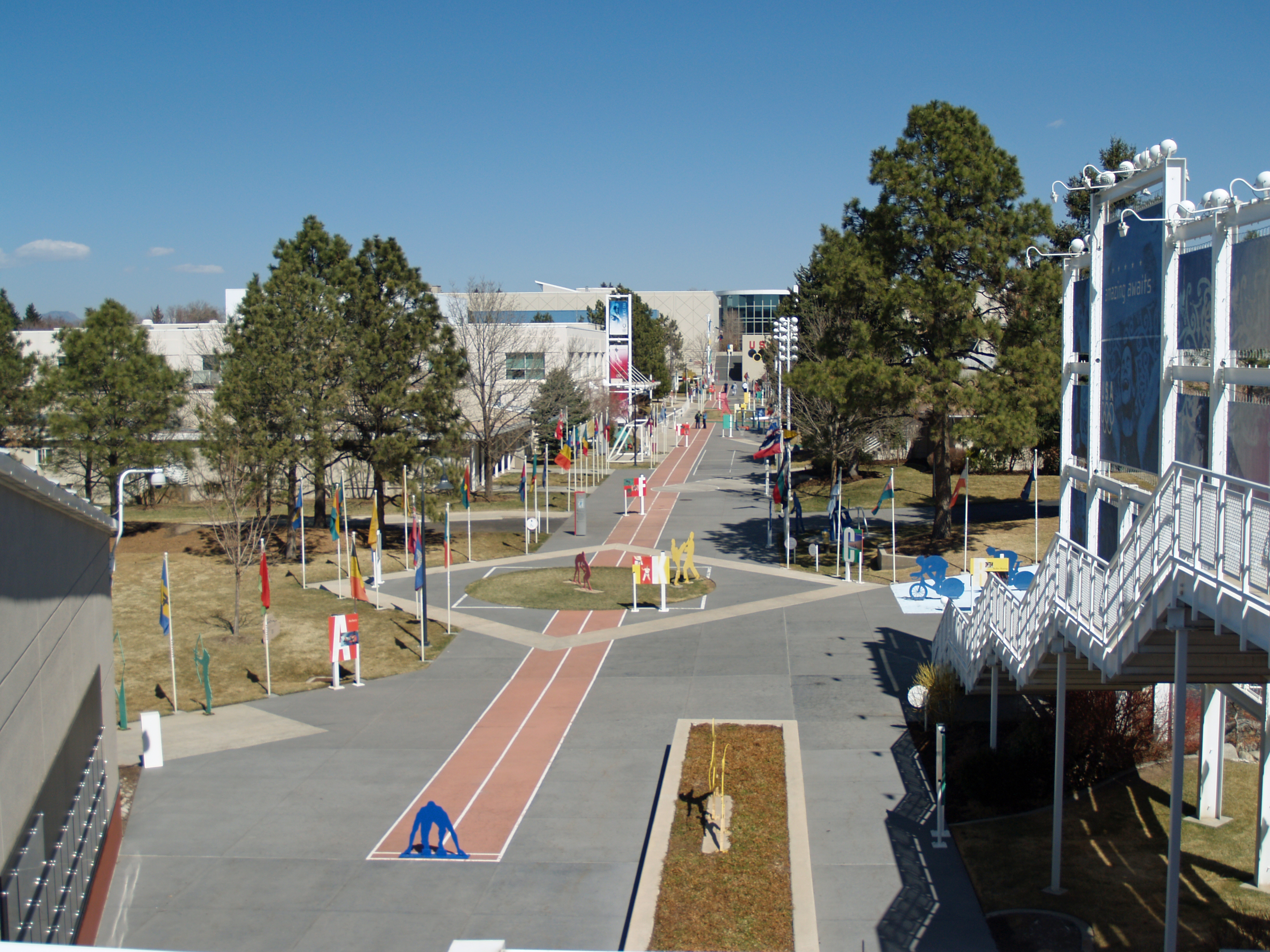
Tréninkové centrum v Colorado Springs

Výbor vlastní sportovní zařízení k přípravě olympioniků na sportovní soutěže.
- hlavní centrum v Colorado Springs, Colorado – zimní i letní sporty
- ARCO Training Center v Chula Vista, Kalifornie – letní sporty včetně kanoistiky a veslování
- U.S. Olympic Center v Lake Placid, New York – zimní sporty včetně ledního hokeje, krasobruslení, bobů a sáňkování
- centrum na Northern Michigan University v Marquette, Michigan – zimní sporty
- Pettit National Ice Center ve West Allis, Wisconsin – halové zimní sporty včetně rychlobruslení, ledního hokeje a krasobruslení
- US Olympic Rowing Team Training Facility na jezeře Mercer, West Windsor Township, New Jersey – veslování, olympionici také využívají veslařský klub Princetonské univerzity
- U.S. National Whitewater Center v Charlotte, Severní Karolína – kanoistika, kajakáři, centrum obsahuje největší umělý kanál na světě pro závody na divoké vodě.

## Ocenění
Olympijský výbor uděluje řadu cen a uznání americkým sportovcům, trenérům a družstvům za dosažené výkony v olympijských a paralympijských sportech, nebo osobám se vztahem k olympijskému či paralympijskému hnutí ve Spojených státech.
- Sportovec roku – každoroční ocenění pro nejlepšího sportovce, sportovkyni, paralympionika a družstvo
- Trenér roku – každoroční ocenění pro nejlepšího trenéra
- Olympijská síň slávy - vstupují do ní významní olympionici, paralympionici, trenéři, družstva a další, kteří prokázali vysoké kvality ve službě americkému olympijskému hnutí
- Spirit Award – jednou za dva roky udělovaná cena sportovcům, kteří projevili odhodlanost, ducha a odvahu na olympijských a paralympijských hrách